# جؤذر باشا
جودار باشا أو جؤذر باشا قائد عسكري مغربي من أصل موريسكي، عمل تحت أمر السعديين وهو فاتح إمبراطورية سونغاي.

## مسيرته
ولد جؤذر في إسبانيا لأسرة موريسكية من الذين فروا أو هُجروا إلى الأراضي القشتالية والبلنسية بعد ثورة البشرات (1568-1571). وحسب رواية فإنه ولد بالضبط بكهوف المنصورة بالمرية، وحسب رواية إسبانية فإن اسمه الأول عند التعميد هو دييغو دي جيفارا (بالإسبانية: Diego de Guevara)‏. وهو صغير كان شاهدا على هجوم وتوغل قراصنة الجهاد البحري في وادي المنصورة، فاختطفوه مع حوالي ثلاثمائة من الشباب. تم نقل السجناء إلى قصر السلطان عبد الملك في مراكش، التي كانت عاصمة مزدهرة استضافت قرى موريسكية هاجرت بأكملهما (بما في ذلك أورخيفا وتابيرناس). فالتحق بالخدمة العسكرية المغربية. وعلى غرار العديد من ضباط وخدم البلاط، كان جؤذر مخصيًا. وتقدم تدريجيا في السلم الاجتماعي والعسكري، وتفوق وابرز مهارته في معركة وادي المخازن. فعينه السلطان قائدا عسكريا على مراكش.
في 1590، في عهد سلطان أحمد المنصور الذهبي، تم تعيين جؤذر باشا على رأس قوة غزو ضد الامبراطورية السونجهاي التي تقع الآن في مالي وجزء من النيجر. في أكتوبر من ذلك العام، تحرك جؤذر الوافد من مراكش مع قوة من 1,500 سلاح الفرسان الخفيف و2،500 من حاملي قربينة والمشاة الخفيفين. كما أنه أقدم ثمانية مدافع إنجليزية، وجمع ثمانين من حراسه الشخصيين المسيحيين.
بعد رحلة شاقة من عبور الصحراء، ووصل إلى مناجم الملح في تغازة وتقدم إلى غاو عاصمة السونجهاى.
و في الوقت نفسه، جمع حاكم السونجهاى اسكيا إسحاق الثاني قوة من أكثر من 40,000 من الرجال وتحرك شمالا للقاء المغاربة؛ الجيشين اجتمعا في معركة تونديبي في مارس 1591. على الرغم من أعدادهم الأقل، بفضل أسلحة البارود المغربية انتهت المعركة لصالح جؤذر، مما أدى إلى اندحار قوات الصونغي. استولى جؤذر على غاو ثم انتقل إلى المراكز التجارية دجيني وتمبكتو.
على الرغم من مكسب جؤذر، استمرت معارك متقطعة مع الجيش السونجهاى، مما أدى إلى عدة سنوات من الحرب بعد انتصاره.
نفذ في جؤذر في وقت لاحق حكم الإعدام في ديسمبر كانون الأول 1606 تحت أوامر المولى عبد الله، نجل الشيخ المأمون، الذي كان في حرب مع عمه زيدان، في سياق الصراع على العرش المغربي.